# نغارخاتون (مقاطعة فامنين)
نغارخاتون (بالفارسية: نگارخاتون) هي قرية تقع في Khorram Dasht Rural District في إيران. يقدر عدد سكانها بـ 1,911 نسمة .